# Derby County Football Club
Maillots
Actualités
Derby County Football Club est un club anglais de football fondé en 1884 et basé dans la ville de Derby. Depuis la saison 2024-2025, il évolue en EFL Championship (deuxième division anglaise). Le palmarès du club se compose de deux championnats d'Angleterre, de deux Coupes et d'une Coupe de la ligue. Il reste dans les mémoires pour son parcours en Coupe des champions 1973. 
Le bélier mascotte du club se prénomme Rammie.

## Historique

### 1884-1906
Le Derby County Football Club, fondé en 1884, n'était à l'origine qu'une extension de l’équipe de cricket locale Derbyshire County Cricket Club qui cherchait une nouvelle distraction pour ses joueurs et supporteurs pendant l’hiver. Après une série de victoires notables en Coupe d'Angleterre et en matchs amicaux, le club rejoint la Football League dès sa fondation en 1888. Le club évolue au County Cricket Ground (Derby) et déménage en 1895 dans un nouveau stade, le Baseball Ground, qui deviendra son stade officiel pour les cent années suivantes. C'est lors de cette époque que Steve Bloomer, considéré comme le meilleur joueur de l’histoire de Derby County, rejoint le club.

### 1906-1953
En 1906, le club est contraint de vendre Steve Bloomer à Middlesbrough pour des raisons financières, et subit dans la foulée sa première relégation la saison suivante. Sous la direction de Jimmy Methven, Derby County réussit à réengager Bloomer, et retrouve sa place en première division en 1911. Le club retombe toutefois en deuxième division en 1914 avant de retrouver l'élite la saison suivante (cependant, la Première Guerre mondiale empêche la montée du club en Première division jusqu’en 1919). Après deux saisons l'équipe est à nouveau reléguée, en 1921. Il faudra attendre quatre ans avant que le club retrouve un bon niveau. Sous la direction de George Gobey à partir de 1925, Derby County connaît une période de fort succès qui se traduit par un retour en Première division en 1926 et un maintien dans les premières places du classement jusqu'à la fin des années 1930.

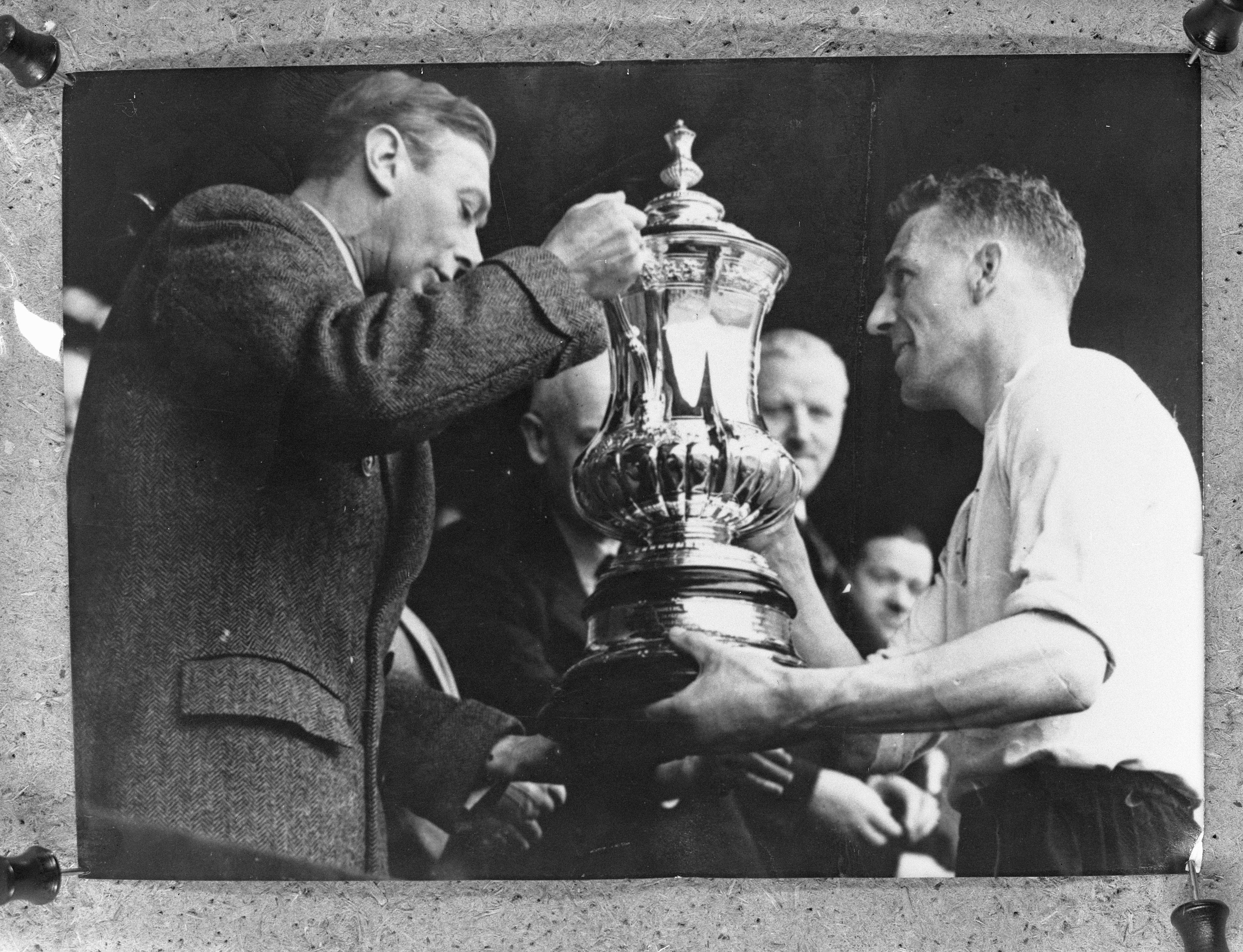
Le Roi présentant la FA Cup au capitaine des Rams Jack Nicholas après leur triomphe face à Charlton en 1946.

Derby fait partie des équipes qui ont été contraintes de fermer lors de la Seconde Guerre mondiale, mais ont pu recommencer à jouer avant la fin de la guerre. Aidé par le recrutement des joueurs Raich Carter et Peter Doherty, le club remporte son premier trophée l'année suivant la reprise de la League après l'interruption causée par la guerre. Il gagne le trophée après une victoire sur Charlton Athleen en finale de Coupe d’Angleterre, en 1946. Les vingt années suivantes, les Rams connaissent un déclin graduel. Ils tombent en troisième division de la League pour la première fois de leur histoire en 1955.

### 1953-2002

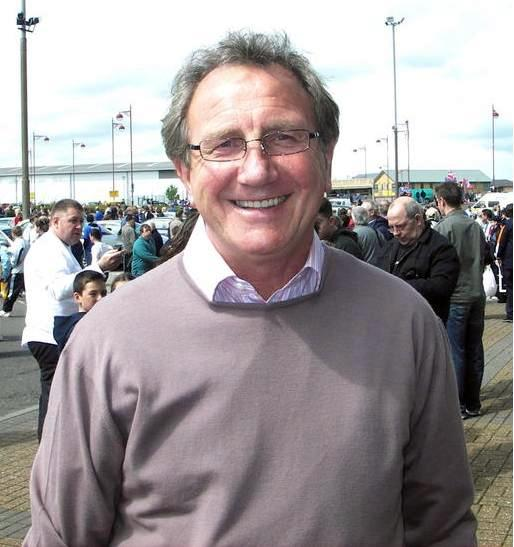
Roy McFarland, joueur à Derby entre 1967 et 1981 et entre 1983 et 1984 et entraîneur du club entre 1993 et 1995.

En 1953, après trente ans en première division, les Rams sont de nouveau relégués. La saison suivante en seconde division est une catastrophe, et Derby descend en troisième division pour la première fois de son histoire. Harry Storer est alors élu à la tête du club. Il réussit à faire remonter facilement le club en deuxième division la première année. Quelques années plus tard, Tim Ward et son équipe retrouvent la Premier League. En 1967, Brian Clough reprend Derby. Les bons résultats arrivent très vite. En 1970 Derby finit quatrième, mais les joueurs sont interdits de Coupe d'Europe à cause d'irrégularités financières. L'année suivante, Derby remporte pour la première fois de son histoire la Premier League. L'année suivante, pour la première saison du club en coupe d'Europe, les joueurs réussissent une belle prestation en accédant aux demi-finales, lors desquelles ils sont éliminés par la Juventus au cours d'un match très controversé où les dirigeants italiens sont accusés de corruption. Dave Mackay, qui remplace Brian Clough, remporte le second titre de champion d'Angleterre avec Derby en 1975.
Les années suivantes, sous les ordres d'Arthur Cox, sont moins florissantes. Le club fait l'ascenseur entre la première et la seconde division. En 1988, l'année de la remontée, Derby finit pourtant cinquième de la Premier League. Mais le destin est décidément cruel avec les Rams, puisque, cette année-là, les clubs anglais sont interdits de coupe d'Europe à la suite du drame du Heysel. En 1991, Derby County rechute en seconde division. Trois ans plus tard, les Rams ratent la montée de peu, s'inclinant contre Leicester City en finale des Play-Off. Jim Smith est nommé entraîneur du club après cette défaite et conduit le club à la deuxième place, synonyme de montée en Premier League. Lors de la saison 1997, Derby emménage dans son nouveau stade : Pride Park Stadium. En 2002, les Rams retrouvent la seconde division.

### 2002-2008
Ces années-là sont synonymes d'une grave crise financière qui oblige Derby à vendre ses meilleurs joueurs. En 2005, Derby échoue encore en finale des Play-Off, contre Preston North End cette fois. Lors de la saison 2006-2007, Derby se hisse une nouvelle fois en finale des Play-off après deux matchs très engagés contre Southampton (2-1 et 3-2, victoire des Rams aux tirs au but). Derby ne laisse pas passer sa chance et bat West Bromwich Albion 1-0 grâce à un but de l'ancien joueur des Celtic Glasgow, Stephen Pearson à Wembley.
Lors du mercato, les Rams enregistrent plusieurs arrivées : Kenny Miller, Robert Earnshaw, Andy Todd, Claude Davis ou encore Benny Feilhaber. Rien de bien important côté départs, si ce n'est le transfert de Jonathan Macken vers Barnsley. Les Rams commencent leur saison par un match nul 2-2 contre Portsmouth (but de Matt Oakley et Andy Todd). Malgré un très bon match, Derby s'incline 1-0 à Manchester City lors de la deuxième journée. Après trois défaites contre Liverpool Football Club, Birmingham City et Tottenham Hotspur, Derby remporte son premier match de la saison contre Newcastle United 1-0 grâce à un superbe but de Kenny Miller. Derby perd ensuite neuf fois, arrachant seulement deux fois le point du match nul (1-1 contre Bolton Wanderers, but de Kenny Miller, puis 0-0 à Fulham). Le 23 décembre[Quand ?], Derby croit tenir sa deuxième victoire en menant 2-1 à Newcastle United (but de Giles Barnes et de Kenny Miller), mais Mark Viduka égalise pour les Magpies dans les ultimes secondes du match. Les arrivées d'Emanuel Villa, de Roy Carroll ou de Laurent Robert au mercato hivernal n'y changeront rien, Derby termine la saison avec 11 points, soit le pire total depuis le lancement de la Premier League.

### 2008-présent
Le renouveau de Derby intervient lors de la saison suivante. Alors relégués en Championship au terme de la plus mauvaise saison d'un club anglais en Premier League, les Rams sont attendus au tournant. Durant le mercato estival, l'équipe est complètement bouleversée. Derby enregistre les arrivées de : Paul Connolly (Plymouth Argyle Football Club), Jordan Stewart (libre), Kris Commons (libre), Martin Albrechtsen (West Bromwich Albion Football Club), Paul Green (Doncaster Rovers Football Club), Rob Hulse (Sheffield United), et les prêts de : Nathan Ellington (Watford Football Club), Przemysław Kaźmierczak (FC Porto) et Luke Varney (Charlton Athletic Football Club).
Côté départs, l'effectif est aussi beaucoup chamboulé : Robert Earnshaw, Kenny Miller, Benny Feilhaber ou encore Craig Fagan quittent le club. L'année commence très mal avec une défaite 1-0 lors de la première journée contre le promu Doncaster Rovers. Cette défaite est très mal vécue par les supporteurs, qui pourtant sont venus nombreux et ont rempli le stade en plein été. Les Rams décrochent leur première victoire de la saison lors de la cinquième journée contre Sheffield United 2-1.
À l'issue de la saison 2021-2022, Derby County est relégué en EFL League One (troisième division anglaise).
À l'issue de la saison 2023-2024, Derby County est promu en EFL Championship (deuxième division anglaise).

## Palmarès et records

### Palmarès
| Compétitions nationales | Compétitions internationales | Compétitions régionales |
| - Championnat d'Angleterre (2) : - Champion : 1972 et 1975. - Vice-champion : 1896, 1930 et 1936. - Championnat d'Angleterre de deuxième division (4) : - Champion : 1912, 1915, 1969 et 1987. - Championnat d'Angleterre de troisième division (1) : - Champion : 1957. - Coupe d'Angleterre (1) : - Vainqueur : 1946. - Finaliste : 1898, 1899 et 1903. - Community Shield (1) : - Vainqueur : 1975. | - Coupe des clubs champions/Ligue des champions (0) : - Participations : 2. - Meilleur parcours : 1/2 finale (en 1973). - Coupe UEFA/Ligue Europa (0) : - Participations : 2. - Meilleur parcours : 1/8e de finale (en 1975). - Coupe des villes de foires (0) : - Participation : 1. - Meilleur parcours : banni (en 1971). - Coupe anglo-italienne (0) : - Finaliste : 1993. - Texaco Cup (1) : - Vainqueur : 1972. | - Watney Cup (1) : - Vainqueur : 1970. - Bass Charity Vase (16) : - Vainqueur : 1890, 1891, 1892, 1903, 1905, 1930, 1944, 1952, 1953, 1983, 1984, 1985, 1987, 1993, 1996 et 2010. - Derbyshire FA Centenary Cup (18) : - Vainqueur : 1983, 1985, 1986, 1986, 1987, 1988, 1989, 1990, 1991, 1992, 1993, 1995, 1996, 1997, 1998, 1999, 2002 et 2004. - Derbyshire Senior Cup (1) : - Vainqueur : 2011. - Midland Cup (1) : - Vainqueur : 2011. |

### Bilan saison par saison
|           | I  | II | III | Points | Journées | V  | N  | D  | B.p. | B.c. | Diff. |
| --------- | -- | -- | --- | ------ | -------- | -- | -- | -- | ---- | ---- | ----- |
| 2021-2022 |    | 23 |     | 34 pts | 46       | 14 | 13 | 19 | 45   | 53   | -8    |
| 2020-2021 |    | 21 |     | 44 pts | 46       | 11 | 11 | 24 | 36   | 58   | -22   |
| 2019-2020 |    | 10 |     | 64 pts | 46       | 17 | 13 | 16 | 62   | 64   | -2    |
| 2018-2019 |    | 6  |     | 74 pts | 46       | 20 | 14 | 12 | 69   | 54   | +15   |
| 2017-2018 |    | 6  |     | 75 pts | 46       | 20 | 15 | 11 | 70   | 48   | +22   |
| 2016-2017 |    | 9  |     | 67 pts | 46       | 18 | 13 | 15 | 54   | 50   | +4    |
| 2015-2016 |    | 5  |     | 78 pts | 46       | 21 | 15 | 10 | 66   | 43   | +23   |
| 2014-2015 |    | 8  |     | 77 pts | 46       | 21 | 14 | 11 | 85   | 56   | +29   |
| 2013-2014 |    | 3  |     | 85 pts | 46       | 25 | 10 | 11 | 84   | 52   | +32   |
| 2011-2012 |    | 12 |     | 64 pts | 46       | 18 | 10 | 18 | 50   | 58   | -8    |
| 2010-2011 |    | 19 |     | 49 pts | 46       | 13 | 10 | 23 | 58   | 71   | -13   |
| 2009-2010 |    | 14 |     | 56 pts | 46       | 15 | 11 | 20 | 53   | 63   | -10   |
| 2008-2009 |    | 18 |     | 54 pts | 46       | 14 | 12 | 20 | 55   | 67   | -12   |
| 2007-2008 | 20 |    |     | 11 pts | 38       | 1  | 8  | 29 | 20   | 89   | -69   |
| 2006-2007 |    | 3  |     | 84 pts | 46       | 25 | 9  | 12 | 62   | 46   | +16   |
| 2005-2006 |    | 20 |     | 50 pts | 46       | 10 | 20 | 16 | 53   | 67   | -14   |
| 2004-2005 |    | 4  |     | 76 pts | 46       | 22 | 10 | 14 | 71   | 60   | +11   |
| 2003-2004 |    | 20 |     | 52 pts | 46       | 13 | 13 | 20 | 53   | 67   | -14   |
| 2002-2003 |    | 18 |     | 52 pts | 46       | 15 | 7  | 24 | 55   | 74   | -19   |
| 2001-2002 | 19 |    |     | 30 pts | 38       | 8  | 6  | 24 | 33   | 63   | -30   |
| 2000-2001 | 17 |    |     | 42 pts | 38       | 10 | 12 | 16 | 37   | 59   | -22   |
| 1999-2000 | 16 |    |     | 38 pts | 38       | 9  | 11 | 18 | 44   | 57   | -13   |
| 1998-1999 | 8  |    |     | 52 pts | 38       | 13 | 13 | 12 | 40   | 45   | -5    |
| 1997-1998 | 9  |    |     | 55 pts | 38       | 16 | 7  | 15 | 52   | 49   | +3    |
| 1996-1997 | 12 |    |     | 46 pts | 38       | 11 | 13 | 14 | 45   | 58   | -13   |
| 1995-1996 |    | 2  |     | 79 pts | 46       | 21 | 16 | 9  | 71   | 51   | +20   |
| 1994-1995 |    | 9  |     | 66 pts | 46       | 18 | 12 | 16 | 66   | 51   | +15   |
| 1993-1994 |    | 6  |     | 71 pts | 46       | 20 | 11 | 15 | 73   | 68   | +5    |
| 1992-1993 |    | 8  |     | 66 pts | 46       | 19 | 9  | 18 | 68   | 57   | +11   |
| 1991-1992 |    | 3  |     | 78 pts | 46       | 23 | 9  | 14 | 69   | 51   | +18   |
| 1990-1991 | 20 |    |     | 24 pts | 38       | 5  | 9  | 24 | 37   | 75   | -38   |

Légende :
- I / II / III : division jouée
- V / N / D : victoires / matchs nuls / défaites
- b.p. / b.c. : buts pour / buts contre
- Diff : différence de buts
- Promotion dans le championnat hiérarchiquement supérieur
- Relégation dans le championnat hiérarchiquement inférieur

## Joueurs et personnalités du club

### Entraîneurs
Le tableau suivant présente la liste des entraîneurs du club depuis 1896.
| Rang | Nom                    | Période               |
| ---- | ---------------------- | --------------------- |
| 1    | Harry Newbould         | août 1896-juil. 1906  |
| 2    | Jimmy Methven          | août 1906-juin 1922   |
| 3    | Cecil Potter           | juil. 1922-juil. 1925 |
| 4    | George Jobey           | août 1925-mai 1941    |
| 5    | Ted Maghner            | août 1944-mai 1946    |
| 6    | Stuart McMillan        | juin 1946-nov. 1953   |
| 7    | Jack Barker            | nov. 1953-avr. 1955   |
| 8    | Harry Storer Junior    | juin 1955-mai 1962    |
| 9    | Tim Ward               | juin 1962-mai 1967    |
| 10   | Brian Clough           | juin 1967-oct. 1973   |
| 11   | Jimmy Gordon (intérim) | oct. 1973-oct. 1973   |
| 12   | Dave Mackay            | oct. 1973-nov. 1976   |
| 13   | Colin Murphy           | nov. 1976-sept. 1977  |
| 14   | Tommy Docherty         | sept. 1977-mai 1979   |
| 15   | Colin Addison          | juil. 1979-janv. 1982 |

| Rang | Nom                     | Période               |
| ---- | ----------------------- | --------------------- |
| 16   | Johnny Newman           | janv. 1982-août 1982  |
| 17   | Peter Taylor            | août 1982-avr. 1984   |
| 18   | Roy McFarland (intérim) | avr. 1984-mai 1984    |
| 19   | Arthur Cox              | mai 1984-oct. 1993    |
| 20   | Roy McFarland           | oct. 1993-avr. 1995   |
| 21   | Billy McEwan (intérim)  | avr. 1995-juin 1995   |
| 22   | Jim Smith               | juin 1995-oct. 2001   |
| 23   | Colin Todd              | oct. 2001-janv. 2002  |
| 24   | Billy McEwan (intérim)  | janv. 2002-janv. 2002 |
| 25   | John Gregory            | janv. 2002-mars 2003  |
| 26   | Mark Lillis (intérim)   | mars 2003-mars 2003   |
| 27   | George Burley           | mars 2003-juin 2005   |
| 28   | Phil Brown              | juin 2005-janv. 2006  |
| 29   | Terry Westley (intérim) | janv. 2006-juin 2006  |
| 30   | Billy Davies            | juin 2006-nov. 2007   |

| Rang | Nom                       | Période               |
| ---- | ------------------------- | --------------------- |
| 31   | Paul Jewell               | nov. 2007-déc. 2008   |
| 32   | Chris Hutchings (intérim) | déc. 2008-janv. 2009  |
| 33   | David Lowe (intérim)      | janv. 2009-janv. 2009 |
| 34   | Nigel Clough              | janv. 2006-sept. 2013 |
| 35   | Darren Wassall (intérim)  | sept. 2013-oct. 2013  |
| 36   | Steve McClaren            | oct. 2013-2015        |
| 37   | Paul Clement              | 2015-fév 2016         |
| 38   | Nigel Pearson             | mai 2016-oct. 2016    |
| 39   | Steve McClaren            | oct. 2016-mars 2017   |
| 40   | Gary Rowett               | mars 2017-mai 2018    |
| 41   | Frank Lampard             | mai 2018-juil. 2019   |
| 42   | Phillip Cocu              | juil. 2019-nov. 2020  |
| 43   | Wayne Rooney              | nov. 2020-juin. 2022  |
| 44   | Liam Rosenior             | juin. 2022-           |

### Effectif actuel
Effectif pour la saison 2025/2026
| N° | Nat.                    | Poste | Nom du joueur                |
| -- | ----------------------- | ----- | ---------------------------- |
| 1  | Drapeau de la Suède     | G     | Jacob Widell Zetterström     |
| 2  | Drapeau de l'Angleterre | D     | Kane Wilson                  |
| 3  | Drapeau de l'Écosse     | D     | Craig Forsyth (vice-captain) |
| 4  | Drapeau de l'Angleterre | D     | Danny Batth                  |
| 5  | Drapeau de l'Angleterre | D     | Matt Clarke                  |
| 6  | Drapeau de la Norvège   | D     | Sondre Langås                |
| 7  | Drapeau des États-Unis  | A     | Patrick Agyemang             |
| 8  | Drapeau de l'Angleterre | M     | Ben Osborn                   |
| 9  | Drapeau de l'Angleterre | A     | Carlton Morris               |
| 10 | Drapeau de l'Angleterre | A     | Rhian Brewster               |
| 11 | Drapeau de l'Angleterre | A     | Corey Blackett-Taylor        |
| 12 | Drapeau de l'Angleterre | G     | Richard O'Donnell            |
| 14 | Drapeau de l'Autriche   | M     | Andreas Weimann              |
| 15 | Drapeau de la Norvège   | A     | Lars-Jørgen Salvesen         |
| 16 | Drapeau de l'Angleterre | M     | Liam Thompson                |

| No. | Nat.                      | Position | Nom du joueur                              |
| --- | ------------------------- | -------- | ------------------------------------------ |
| 17  | Drapeau des Pays-Bas      | M        | Kenzo Goudmijn                             |
| 18  | Drapeau de l'Angleterre   | M        | David Ozoh (prêté par Crystal Palace)      |
| 19  | Drapeau de l'Angleterre   | A        | Kayden Jackson                             |
| 20  | Drapeau de l'Australie    | D        | Callum Elder                               |
| 21  | Drapeau de l'Angleterre   | D        | Jake Rooney                                |
| 23  | Drapeau de l'Angleterre   | M        | Joe Ward                                   |
| 24  | Drapeau de la Namibie     | D        | Ryan Nyambe                                |
| 28  | Drapeau de l'Angleterre   | D        | Dion Sanderson (prêté par Birmingham City) |
| 31  | Drapeau de l'Angleterre   | G        | Josh Vickers                               |
| 32  | Drapeau de la Gambie      | M        | Ebou Adams ()                              |
| 33  | Drapeau du pays de Galles | D        | Owen Beck (prêté par Liverpool)            |
| 35  | Drapeau de l'Angleterre   | D        | Curtis Nelson                              |
| 39  | Drapeau de la Jamaïque    | A        | Dajaune Brown                              |
| 42  | Drapeau de l'Angleterre   | M        | Bobby Clark (prêté par Red Bull Salzburg)  |

### Joueurs emblématiques
All-time XI
En mai 2010, le site Internet officiel de Derby County publie une liste des 11 meilleurs joueurs de l'équipe durant toute son histoire. En voici la liste :
| Joueur         | Poste             | Années passées au club |
| -------------- | ----------------- | ---------------------- |
| Colin Boulton  | Gardien de but    | 1964-78                |
| Ron Webster    | Défenseur droit   | 1960-78                |
| David Nish     | Défenseur gauche  | 1972-79                |
| Roy McFarland  | Défenseur central | 1967-81 & 83-84        |
| Igor Štimac    | Défenseur central | 1995-99                |
| Stefano Eranio | Milieu droit      | 1997-2001              |
| Alan Hinton    | Milieu gauche     | 1967-75                |
| Archie Gemmill | Milieu central    | 1970-77 & 82-84        |
| Alan Durban    | Milieu central    | 1963-73                |
| Steve Bloomer  | Attaquant         | 1892-1906 & 10-14      |
| Kevin Hector   | Attaquant         | 1966-78 & 80-82        |
| Brian Clough   | Manager           | 1967-73                |

| Joueur         | Poste             | Années passées au club |
| -------------- | ----------------- | ---------------------- |
| Colin Boulton  | Gardien de but    | 1964-78                |
| Ron Webster    | Défenseur droit   | 1960-78                |
| David Nish     | Défenseur gauche  | 1972-79                |
| Roy McFarland  | Défenseur central | 1967-81 & 83-84        |
| Igor Štimac    | Défenseur central | 1995-99                |
| Stefano Eranio | Milieu droit      | 1997-2001              |
| Alan Hinton    | Milieu gauche     | 1967-75                |
| Archie Gemmill | Milieu central    | 1970-77 & 82-84        |
| Alan Durban    | Milieu central    | 1963-73                |
| Steve Bloomer  | Attaquant         | 1892-1906 & 10-14      |
| Kevin Hector   | Attaquant         | 1966-78 & 80-82        |
| Brian Clough   | Manager           | 1967-73                |

| · Boulton · Nish · Štimac · McFarland · Webster · Gemmill · Eranio · Durban · Bloomer · Hinton · Hector |

| · Boulton · Nish · Štimac · McFarland · Webster · Gemmill · Eranio · Durban · Bloomer · Hinton · Hector |

Joueur de l'année
| Année | Gagnant          |
| ----- | ---------------- |
| 1969  | Roy McFarland    |
| 1970  | John O'Hare      |
| 1971  | Dave Mackay      |
| 1972  | Colin Todd       |
| 1973  | Kevin Hector     |
| 1974  | Ron Webster      |
| 1975  | Peter Daniel     |
| 1976  | Charlie George   |
| 1977  | Leighton James   |
| 1978  | Dave Langan      |
| 1979  | Steve Powell     |
| 1980  | Steve Buckley    |
| 1981  | Roger Jones      |
| 1982  | Steve Buckley    |
| 1983  | Steve Cherry     |
| 1984  | Archie Gemmill   |
| 1985  | Bobby Davison    |
| 1986  | Ross MacLaren    |
| 1987  | Geraint Williams |
| 1988  | Michael Forsyth  |
| 1989  | Mark Wright      |

| Année | Gagnant            |
| ----- | ------------------ |
| 1990  | Mark Wright        |
| 1991  | Dean Saunders      |
| 1992  | Ted McMinn         |
| 1993  | Marco Gabbiadini   |
| 1994  | Martin Taylor      |
| 1995  | Craig Short        |
| 1996  | Dean Yates         |
| 1997  | Chris Powell       |
| 1998  | Francesco Baiano   |
| 1999  | Jacob Laursen      |
| 2000  | Mart Poom          |
| 2001  | Malcolm Christie   |
| 2002  | Danny Higginbotham |
| 2003  | Georgi Kinkladze   |
| 2004  | Youl Mawéné        |
| 2005  | Iñigo Idiakez      |
| 2006  | Tommy Smith        |
| 2007  | Steve Howard       |
| 2008  | Les supporters     |
| 2009  | Rob Hulse          |
| 2010  | Shaun Barker       |

| Année | Gagnant            |
| ----- | ------------------ |
| 2011  | John Brayford      |
| 2012  | Craig Bryson       |
| 2013  | Richard Keogh      |
| 2014  | Craig Bryson       |
| 2015  | Will Hughes        |
| 2016  | Richard Keogh      |
| 2017  | Scott Carson       |
| 2018  | Matěj Vydra        |
| 2019  | Fikayo Tomori      |
| 2020  | Matthew Clarke     |
| 2021  | Graeme Shinnie     |
| 2022  | Curtis Davies      |
| 2023  | David McGoldrick   |
| 2024  | Curtis Nelson (en) |

Autres joueurs emblématiques
- Marco Gabbiadini
- Jeff Kenna
- Seth Johnson
- Tom Cooper
- Gary Mills
- Ronnie Dix
- Lee Bradbury
- John Goodall
- Mick Harford
- Sammy Crooks
- Charlie George
- Stephen Pearson
- Spencer Prior
- Robbie Savage
- Danny Dichio
- Noel Whelan
- Kris Commons
- Dave Mackay
- Paul Ritchie
- Darryl Powell
- Michael Johnson
- Rory Delap
- Jamie Ward
- Paulo Wanchope
- Mauricio Solís
- Wayne Rooney

## Structures du club

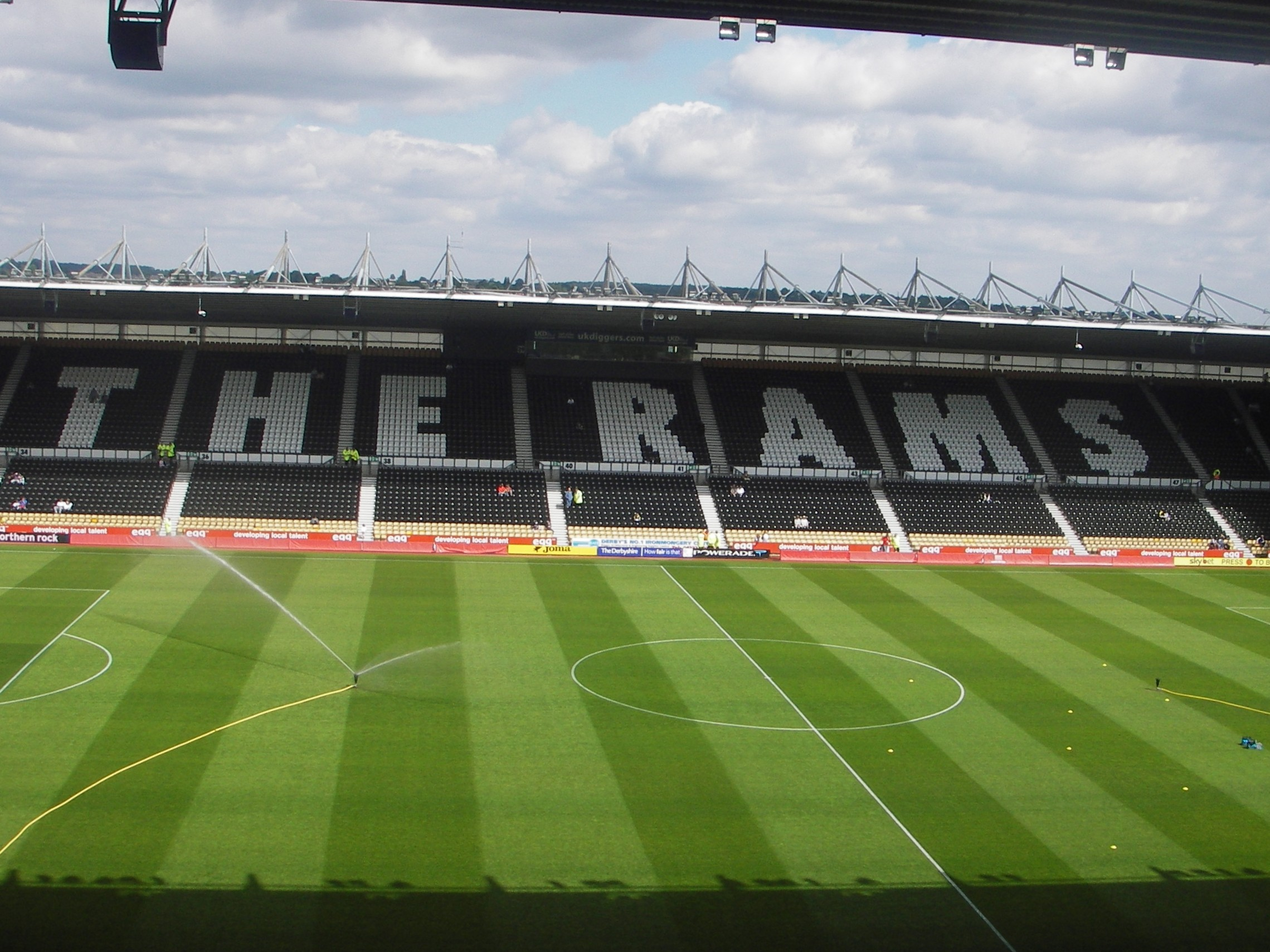
Stade de derby county

### Stade
Depuis le 18 juillet 1997, le club évolue au Pride Park Stadium connu actuellement pour des raisons de sponsoring sous le nom de iPro Stadium. Auparavant il jouait au Baseball Ground, démoli en 2003, depuis 1895.

### Équipementiers et sponsors
Depuis la saison 2014-2015, l'équipe de Derby county est sous contrat avec l'équipementier Umbro.

## Identité du club

### Logos

Logo entre 2007 et 2009.
Logo entre 2009 et 2012.
Logo depuis 2012.

## Rivalités
Le principal rival de Derby County est le club voisin de Nottingham Forest (situé à 25 km).